# 京東東路
京東東路（きょうとうとうろ）は、中国宋朝が設置した行政区画。北宋の都である開封府の東に位置する。現在の江蘇省北部及び山東省の大部分に相当する。
997年（至道3年）、全国を15路に分割した際に京東路として設置され、1072年（熙寧5年）に東西二路に分割された。建炎年間に金朝の勢力下に置かれると廃止された。金朝は旧京東東路に山東東路を設置している。

## 行政区画
1006年（景徳3年）に宋州が陪都としての南京応天府に昇格すると、当初は京東東路の路治が設置された。1074年（熙寧7年）に京東西路に移管されている。1116年には済南府が設置され京東東路の首府とされた。
| 済南府（斉州） | 歴城県 | 禹城県 章丘県 長清県 臨邑県 臨済県 |
| 青州           | 益都県 | 寿光県 臨朐県 博興県 千乗県 臨淄県 |
| 密州           | 諸城県 | 安丘県 莒県 高密県 膠西県          |
| 沂州           | 臨沂県 | 承県 沂水県 費県 新泰県            |
| 登州           | 蓬萊県 | 文登県 黄県 牟平県                 |
| 萊州           | 掖県   | 萊陽県 膠水県 即墨県               |
| 濰州           | 北海県 | 昌邑県 昌楽県                      |
| 淄州           | 淄川県 | 長山県 鄒平県 高苑県               |
| 淮陽軍         | 下邳県 | 宿遷県                             |